# Jordy Tutuarima
Jordy Tutuarima (Velp, 28 april 1993) is een Nederlands-Molukse voetballer die doorgaans als linkerverdediger speelt. Hij speelt voor Persis Solo.

## Carrière

### N.E.C.
Tutuarima begon bij SC Elistha en speelde tien jaar in de jeugdopleiding van N.E.C. Als A-junior scheurde hij zijn kruisband en stond vijftien maanden aan de kant. In de voorbereiding van het seizoen 2012/13 kreeg hij de kans om een contract te verdienen en eind augustus tekende hij een eenjarig contract met een optie op nog een seizoen. Op 10 november 2012 maakte hij zijn debuut in de thuiswedstrijd tegen Heracles Almelo als invaller voor Leroy George. Op 30 januari 2014 werd bekend dat hij het seizoen op huurbasis afmaakt bij FC Oss. Daar kwam hij mede door een blessure tot twee wedstrijden waarna zijn contract in Nijmegen afliep. Hij speelde slechts vier wedstrijden voor N.E.C.

### Telstar
Tutuarima trainde bij JVC Cuijk maar vervolgde zijn loopbaan bij Juliana '31. Vanaf de zomer van 2015 zou hij wel voor JVC Cuijk gaan spelen, maar door een verhuizing koos hij daarna voor Koninklijke HFC. Op 6 mei 2015 werd bekend dat hij een contract bij Telstar getekend had en terugkeerde in het betaald voetbal. Daar maakte hij op 10 augustus zijn debuut tegen RKC Waalwijk. Hij kon op meerdere posities uit de voeten: linksback, middenvelder, rechtsback, rechtsbuiten en zelfs spits. Hij speelde 27 wedstrijden in zijn eerste seizoen bij Telstar. In zijn tweede seizoen had hij zijn basisplaats veroverd als vaste linksback. Op 17 maart 2017 scoorde Tutuarima tegen MVV Maastricht zijn eerste en enige treffer voor Telstar in 66 wedstrijden. 

### De Graafschap
Op 10 mei 2017 ondertekende Tutuarima een tweejarig contract bij De Graafschap met een optie op een derde seizoen. Op 21 augustus maakte hij zijn debuut tegen Jong PSV (2-2). Hij was goed voor zes assists dat seizoen en speelde 41 wedstrijden, waaronder de vier wedstrijden in de play-offs om promotie. Daarin won De Graafschap van Tutuarima's vorige werkgever Telstar en Almere City FC. Tutuarima gaf in maart 2019 aan uit te willen komen voor het Indonesisch voetbalelftal, maar tot een oproep kwam het nooit. 
Ook in de Eredivisie speelde Tutuarima bijna alles. Wel eindigde De Graafschap zeventiende, waardoor het opnieuw play-offs moest spelen. Daarin verloor het in de tweede ronde van Sparta Rotterdam, waardoor De Graafschap opnieuw Eerste Divisie-voetbal zou gaan spelen. In juni 2020 gaf Tutuarima te kennen te willen vertrekken bij De Graafschap. Een vertrek kwam er echter niet van. Op 13 februari 2021 scoorde Tutuarima in zijn 122'ste wedstrijd voor De Graafschap zijn eerste doelpunt voor de Superboeren. Twee maanden later scoorde hij zijn tweede en laatste goal voor De Graafschap. Die zomer verliet hij De Graafschap, na vier seizoenen, 134 wedstrijden, twee goals en elf assists.

### Apollon Smyrnis
In de zomer van 2021 begon Tutuarima aan zijn eerste buitenlandse avontuur, bij Apollon Smyrnis. Daar speelde hij zeventien wedstrijden, voordat hij weer terugkeerde naar Nederland.

### PEC Zwolle
In de zomer van 2022 tekende Tutuarima bij PEC Zwolle, dat het jaar ervoor net gedegradeerd was uit de Eredivisie. Op 7 augustus maakte Tutuarima zijn debuut voor PEC tegen oud-werkgever De Graafschap. Hij was in de eerste seizoenshelft de vaste linksmidden in een 3-5-2 opstelling. Op 26 augustus maakte hij tegen Jong PSV zijn eerste en enige doelpunt voor PEC. In januari 2023 kreeg Tutuarima te maken met een spierblessure, waarna hij een groot deel van de seizoenshelft miste. Hij speelde de laatste twee wedstrijden van het seizoen weer mee. Op dat moment was PEC al verzekerd van promotie, maar nog in een spannende strijd verwikkeld om het kampioenschap met Heracles Almelo, dat uiteindelijk op doelsaldo kampioen werd. Daarna vertrok Tutuarima bij PEC, waarvoor hij twintig wedstrijden speelde. 

### FC Noah
Tutuarima vertrok in de zomerstop van 2023 naar FC Noah, dat uitkomt in de hoogste Armeense competitie. 

## Carrièrestatistieken
| Seizoen                     | Club            | Competitie      | Competitie | Competitie | Beker | Beker | Overig | Overig | Totaal | Totaal |
| Seizoen                     | Club            | Competitie      | Wed.       | Dlp.       | Wed.  | Dlp.  | Wed.   | Dlp.   | Wed.   | Dlp.   |
| --------------------------- | --------------- | --------------- | ---------- | ---------- | ----- | ----- | ------ | ------ | ------ | ------ |
| 2012/13                     | N.E.C.          | Eredivisie      | 2          | 0          | 0     | 0     | 0      | 0      | 2      | 0      |
| 2013/14                     | N.E.C.          | Eredivisie      | 2          | 0          | 0     | 0     | 0      | 0      | 2      | 0      |
| 2013/14                     | → FC Oss        | Eerste divisie  | 2          | 0          | 0     | 0     | 0      | 0      | 2      | 0      |
| 2015/16                     | Telstar         | Eerste divisie  | 25         | 0          | 2     | 0     | 0      | 0      | 27     | 0      |
| 2016/17                     | Telstar         | Eerste divisie  | 37         | 1          | 2     | 0     | 0      | 0      | 39     | 1      |
| 2017/18                     | De Graafschap   | Eerste divisie  | 36         | 0          | 1     | 0     | 4      | 0      | 41     | 0      |
| 2018/19                     | De Graafschap   | Eredivisie      | 32         | 0          | 1     | 0     | 4      | 0      | 37     | 0      |
| 2019/20                     | De Graafschap   | Eerste divisie  | 24         | 0          | 1     | 0     | 0      | 0      | 25     | 0      |
| 2020/21                     | De Graafschap   | Eerste divisie  | 29         | 2          | 2     | 0     | 0      | 0      | 31     | 2      |
| 2021/22                     | Apollon Smyrnis | Super League    | 16         | 0          | 0     | 0     | 1      | 0      | 17     | 0      |
| 2022/23                     | PEC Zwolle      | Eerste divisie  | 19         | 1          | 1     | 0     | 0      | 0      | 20     | 1      |
| 2023/24                     | FC Noah         | Premier League  | 22         | 0          | 1     | 0     | 0      | 0      | 23     | 0      |
| Carrière totaal             | Carrière totaal | Carrière totaal | 224        | 4          | 10    | 0     | 9      | 0      | 243    | 4      |
| Bijgewerkt tot 12 juli 2023 |                 |                 |            |            |       |       |        |        |        |        |